# Leirvogsvatn
Leirvogsvatn – jezioro na Islandii, położone ok. 30 km od Reykjavíku, przy drodze nr 36 między Mosfellsbæ i Þingvallą. Znajduje się na wysokości 211 m n.p.m. Zajmuje powierzchnię 1,2 km², a jego głębokość sięga do 16 m. Według legendy jezioro było zamieszkiwane przez potwora w kształcie konia.
Jest znane z zamieszkiwania w nim ryb z gatunku Gasterosteus islandicus.